# 神舟11号
神舟11号（しんしゅう11ごう）は2016年10月17日に打ち上げられた中華人民共和国の有人宇宙船。有人宇宙飛行「神舟」計画のひとつである。
2016年10月17日午前7時30分（中国時間）に打ち上げられ、地球周回軌道に乗った。10月19日に、同年9月15日に打ち上げられた宇宙実験室「天宮2号」とドッキングした。飛行士は天宮2号を利用して、実験をおこなった。同年11月18日午後2時頃に内モンゴル自治区に帰還し、神舟10号の15日間を超える33日間（天宮2号での滞在は30日間）の宇宙滞在となった。
中国は、神舟11号で有人宇宙飛行の実験段階は終了したとしている。